# V pekel in nazaj (film)
V pekel in nazaj je zgodovinski film, ki je bil posnet po avtobiografiji Audija Murphyja V pekel in nazaj, ki je v filmu odigral glavno vlogo, torej samega sebe.
Film je najbolj uspešni film v zgodovini Universal Studios do 1975, ko je prišel Spielbergovo Žrelo.

## Igralska zasedba
- Audie Murphy	 .... 	Audie Murphy
- Marshall Thompson	.... 	Johnson
- Charles Drake	.... 	Brandon
- Jack Kelly	.... 	Kerrigan
- Gregg Palmer	.... 	Lt. Manning
- Paul Picerni	.... 	Valentino
- David Janssen	.... 	Lt. Lee
- Richard Castle	.... 	Kovak
- Bruce Cowling	.... 	Capt. Marks
- Paul Langton	.... 	Col. Howe
- Art Aragon	.... 	Sanchez
- Felix Noriego	.... 	Swope
- Denver Pyle	.... 	Thompson
- Brett Halsey	.... 	Saunders
- Susan Kohner	.... 	Maria